# Алеевка (Хабаровский край)
Але́евка — село в Николаевском районе Хабаровского края. Входит в состав Нижнепронгенского сельского поселения. Расположено на берегу Амурского лимана.
В книгах первооткрывателях описывается как нивхское селение, в котором еще сохранились люди, говорящие на этом языке. Маленькое компактное село. Люди, в основном, занимаются рыболовством.

## Население
| 1992 | 2002 | 2010 | 2011 | 2012 | 2021 |
| ---- | ---- | ---- | ---- | ---- | ---- |
| 83   | ↘64  | ↘60  | →60  | ↘59  | ↘29  |

## Известные люди
С 1906 по 1909 годы в селе работал икрянщиком русский советский прозаик Т.М. Борисов.